# Stanisław Kawulok
Stanisław Hubert Kawulok (* 2. November 1953 in Istebna) ist ein ehemaliger polnischer Nordischer Kombinierer. Mit insgesamt neun Meistertiteln im Einzel ist er polnischer Rekordmeister.

## Werdegang
Kawulok, der den Großteil seiner Karriere für ROW Rybnik startete, gab sein internationales Debüt bei den Nordischen Junioren-Skiweltmeisterschaften 1973 in Kawgolowo, wo er beim Einzelwettkampf die Silbermedaille gewinnen konnte. Nachdem er 1974 in Zakopane erstmals polnischer Meister wurde, war Kawulok in den darauffolgenden Jahren nahezu unangefochten an der Spitze der polnischen Kombinierer und gewann zwischen 1974 und 1984 nur zweimal nicht den Meistertitel. Nach seinem Wechsel zu Olimpia Goleszów im Jahr 1980 war Kawulok auch bei Teamwettbewerben erfolgreich. So gewann er gemeinsam mit Jan Ligocki und Jan Legierski 1983 in Zakopane den Meistertitel in der Nordischen Kombination sowie die Silbermedaille im Skispringen.
Bei den Olympischen Winterspielen 1976 in Innsbruck lag Kawulok nach dem Sprunglauf abgeschlagen auf dem 29. Platz, doch beendete er das Rennen nicht. Bei den Nordischen Skiweltmeisterschaften 1978 in Lahti wurde er mit der fünftbesten Laufzeit Zwölfter. In der Saison 1979/80 belegte er beim Wettkampf um das Reit-im-Winkl-Schild den fünften Platz, ehe er Ende Januar zum zweiten Mal nach 1974 das Czech-Marusarzówna-Memorial in Zakopane gewinnen konnte. Bei den Olympischen Winterspielen 1980 in Lake Placid konnte er daran jedoch nicht anknüpfen und belegte beim Einzelwettbewerb von der Normalschanze und über 15 km den 26. Platz. Wenige Wochen später rief er bei den traditionsreichen Salpausselkä-Skispielen in Lahti sein Leistungsvermögen ab und konnte den dritten Rang hinter Uwe Dotzauer und Andreas Langer belegen. Auch im darauffolgenden Winter machte Kawulok immer wieder mit vorderen Platzierungen auf sich aufmerksam. So startete er mit einem Sieg beim internationalen Wettkampf im Rahmen eines polnisch-tschechoslowakischen Ländervergleichs Mitte Dezember 1980 in Zakopane in die Saison und auch bei der VIII. SKDA-Winterspartakiade in Borowitschi sowie bei dem Einzelrennen in Kawgolowo erreichte er das Podest. Nachdem er Mitte März bei den Schwedischen Skispielen in Falun siegreich hervorging, wurde er wenige Tage später beim als Saisonhöhepunkt geltenden Holmenkollen-Skifestival in Oslo Sechster.
Darüber hinaus startete er in der ersten Weltcup-Saison 1983/84, in der er zweimal die Punkteränge erreichte. Sein bestes Resultat war dabei der elfte Platz in Schonach.
Nachdem er die Umstellung auf die Skating-Technik nicht geschafft hatte, verlor er den Anschluss und beendete seine Karriere.

## Statistik

### Teilnahmen an Olympischen Winterspielen
| Jahr und Ort     | Einzel NK |
| ---------------- | --------- |
| 1976 Innsbruck   | DNF       |
| 1980 Lake Placid | 26.       |

### Weltcup-Platzierungen
| Saison  | Platz | Punkte |
| ------- | ----- | ------ |
| 1983/84 | 26.   | 9      |